# John A. Warren
John Albert „Honest Jon” Warren (La Grande, Oregon, 1904. november 10. – Los Angeles, Kalifornia, 1981. március 10.) amerikai amerikaifutball-játékos, valamint amerikaifutball-, atlétika-, baseball- és kosárlabdaedző.
1981. február 26-án nyaralás közben szívinfarktusa lett. 1981. március 10-én hunyt el.

## Fiatalkora és pályafutása
Egy Helix melletti farmon nőtt fel. 1926–1927-ben az Oregon Webfoots játékosa volt.
Pályafutása az Astoriai Középiskolában kezdődött, ahol a kosárlabdacsapat 1934-ben és 1935-ben kijutott az állami bajnokságra. 1935-ben az Oregon Webfoots edzője lett.
1951-ben sportáruházat alapított, amely röviddel halála után szűnt meg.

## Eredményei edzőként

### Amerikai futball
| Év                                         | Eredmény                                   | Eredmény                                   | Helyezés                                   |
| Év                                         | Összesített                                | Konferencia                                | Helyezés                                   |
| Oregon Webfoots (Pacific Coast Conference) | Oregon Webfoots (Pacific Coast Conference) | Oregon Webfoots (Pacific Coast Conference) | Oregon Webfoots (Pacific Coast Conference) |
| ------------------------------------------ | ------------------------------------------ | ------------------------------------------ | ------------------------------------------ |
| 1942                                       | 2–6                                        | 2–5                                        | 8.                                         |
| Összesen:                                  | 2–6                                        | –                                          | –                                          |

### Kosárlabda
| Szezon                                     | Eredmény                                   | Eredmény                                   | Helyezés                                   | Továbbjutás                                |
| Szezon                                     | Összesített                                | Konferencia                                | Helyezés                                   | Továbbjutás                                |
| Oregon Webfoots (Pacific Coast Conference) | Oregon Webfoots (Pacific Coast Conference) | Oregon Webfoots (Pacific Coast Conference) | Oregon Webfoots (Pacific Coast Conference) | Oregon Webfoots (Pacific Coast Conference) |
| ------------------------------------------ | ------------------------------------------ | ------------------------------------------ | ------------------------------------------ | ------------------------------------------ |
| 1944–45                                    | 30–15                                      | 11–15                                      | T–1.                                       | NCAA Regional harmadik hely                |
| Oregon Webfoots (Pacific Coast Conference) |                                            |                                            |                                            |                                            |
| 1947–48                                    | 18–11                                      | 8–8                                        | 4.                                         | –                                          |
| 1948–49                                    | 12–18                                      | 7–9                                        | T–3.                                       | –                                          |
| 1949–50                                    | 9–19                                       | 6–10                                       | 5.                                         | –                                          |
| 1950–51                                    | 18–13                                      | 10–6                                       | 2.                                         | –                                          |
| Összesen:                                  | 87–76                                      | –                                          | –                                          | –                                          |
| Jelmagyarázat: Konferenciaszezon-bajnok    |                                            |                                            |                                            |                                            |

## Fordítás
- Ez a szócikk részben vagy egészben  a   John A. Warren című angol Wikipédia-szócikk ezen változatának fordításán alapul.  Az eredeti cikk szerkesztőit annak laptörténete sorolja fel. Ez a jelzés csupán a megfogalmazás eredetét és a szerzői jogokat jelzi, nem szolgál a cikkben szereplő információk forrásmegjelöléseként.